# Divino Afflante Spiritu

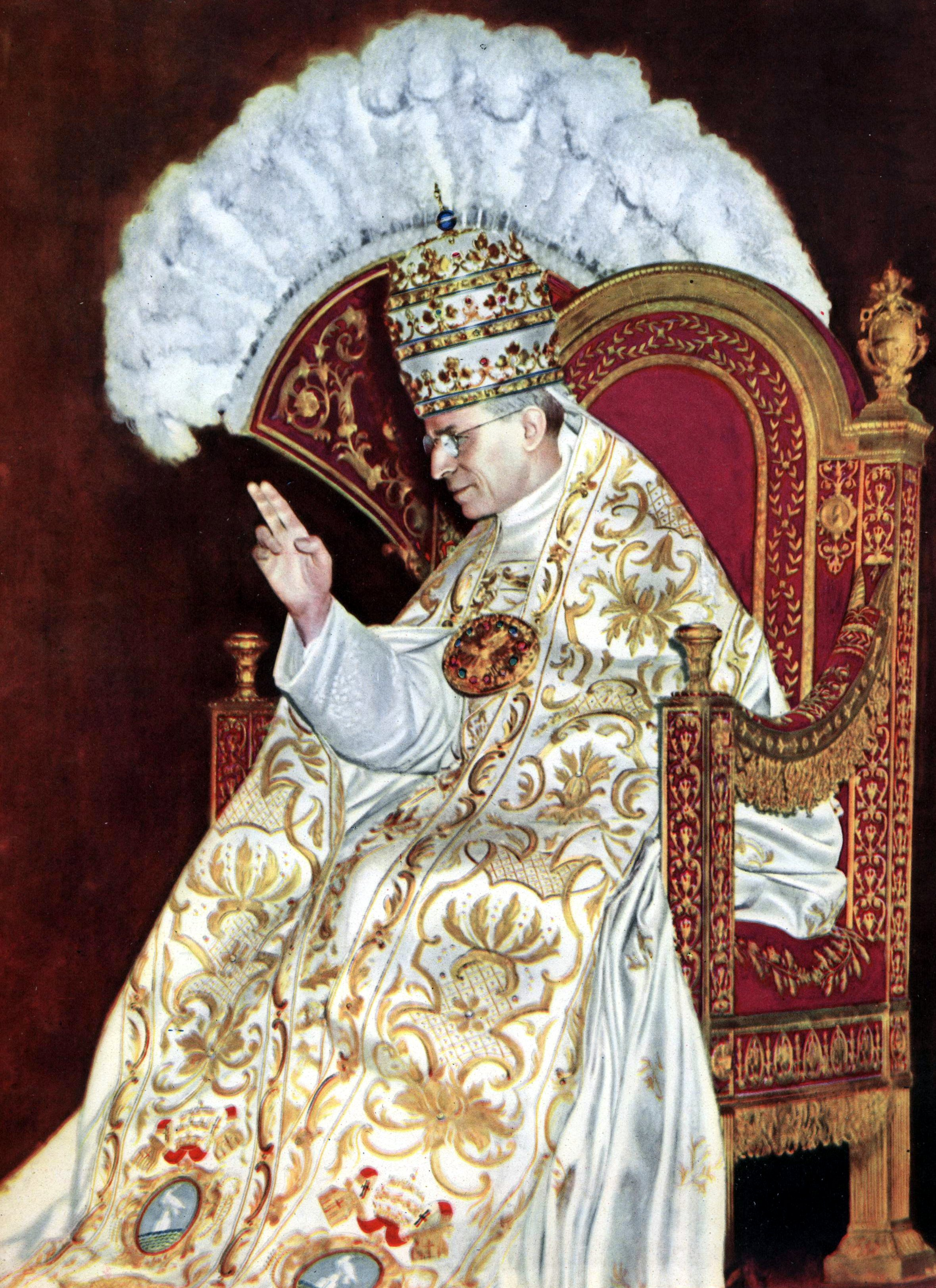
Paus Pius XII

Divino Afflante Spiritu (Latijn voor Bezield door de Geest van God) is een encycliek die paus Pius XII op 30 september 1943 promulgeerde, met betrekking tot de Bijbelexegese en - breder - de studie van de Heilige Schrift. De encycliek verscheen naar aanleiding van de vijftigste verjaardag van de encycliek Providentissimus Deus van paus Leo XIII, die eveneens betrekking had op de Bijbelstudie en die - in zijn inleiding tot deze encycliek - door Pius zelfs de Grondwet van de Bijbelstudie wordt genoemd. De encycliek geldt als het beginpunt van de modernisering van de katholieke Bijbelwetenschap en wordt vaak aangehaald als bewijs voor de stelling dat Pius XII veel minder dan later wel werd gesuggereerd in de traditie stond van de anti-modernisten-paus Pius X. Deze had immers krachtig afstand genomen van, in zijn tijd, moderne inzichten van de Bijbelwetenschap en zich krachtig verzet tegen kritische Bijbelstudie, daarbij inbegrepen de historische benadering van de Heilige Schrift.
De encycliek begint met een overzicht van wat Pius' voorgangers vanaf Leo XIII allemaal ondernomen hebben om de Bijbelstudie veilig te stellen. Zo noemt de paus de oprichting van de Pauselijke Bijbelcommissie (in 1902 door Leo XIII) en het Pauselijk Bijbelinstituut (in 1908 door Pius X). Hierna benadrukt de paus het belang van de studie van de oude talen, waarin de schriften aan ons zijn overgeleverd. Tot dan toe werd de katholieke Bijbelstudie geacht zich te richten op de bestudering van de Bijbel zoals hij in de Vulgaat was overgeleverd. Enkel wanneer een exegeet meende een bedenkelijke vertaling op het spoor te zijn, mocht hij teruggrijpen op de oorspronkelijke teksten (in de oorspronkelijke talen). Een direct gevolg van deze encycliek was het verschijnen van katholieke volkstaalvertalingen van de Bijbel die niet op de Vulgaat, maar op de oudste manuscripten teruggingen.
Ook de Bijbelexegese zelf vond na de verschijning van deze encycliek nieuwe richtingen, zoals die van de historische benaderingen van de Bijbel, waarbij (nieuwe) inzichten van hulpwetenschappen als de archeologie werden aangewend voor de interpretatie van passages uit de Heilige Schrift.
De encycliek bood ook aansporingen om de Schriften te lezen in de context van de literaire en culturele gebruiken van de tijd waarin zij ontstonden. Hierbij had de paus ook op het oog, de Bijbel te beschermen tegen aanvallen van nieuwe inzichten uit natuurwetenschappelijke hoek. Dit pleidooi, dus, om niet alles letterlijk te nemen, was zeer nieuw in de katholieke Bijbelwetenschap, maar diende wel een doel:
Door de kennis en de juiste schatting van de verschillende wijzen en gebruiken van spreken en schrijven bij de ouden kunnen dus vele moeilijkheden worden opgelost die tegen de waarachtigheid en geschiedkundige betrouwbaarheid van de heilige Schrift worden ingebracht; en niet minder gevoeglijk zal deze studie bovendien leiden tot een vollediger en klaarder begrip van de bedoeling van de gewijde schrijver.